# Bert Olmstead
Pour les articles homonymes, voir Olmstead.
Temple de la renommée : 1985
Murray Albert Olmstead (né le 4 septembre 1926 à Sceptre, en Saskatchewan, au Canada — mort le 16 novembre 2015 à High River, en Alberta, au Canada) est un joueur professionnel canadien de hockey sur glace qui évoluait au poste d'ailier droit. Il joue en tant que professionnel entre 1946 et 1962 en jouant avec les Black Hawks de Chicago, les Canadiens de Montréal et les Maple Leafs de Toronto de la Ligue nationale de hockey. Après sa carrière joueur, il devient entraîneur des Canucks de Vancouver dans la Western Hockey League et des Seals d'Oakland dans la LNH. 
Il remporte la Coupe Stanley  en 1953, 1956, 1957 et 1958 avec Montréal puis en 1962 lors de sa dernière saison avec Toronto. Il est admis au Temple de la renommée du hockey en 1985.

## Biographie

### Ses débuts
Murray Albert Olmstead naît le 4 septembre 1926 à Sceptre, une petite ville de moins de 200 habitants, en Saskatchewan, au Canada. En 1944, alors qu'il n'a que 18 ans, il joue pour les Canucks de Moose Jaw dans la Ligue de hockey junior de la Saskatchewan. Son équipe remporte le championnat puis les séries de la ligue. Ils gagnant par la suite la finale de la Coupe Abbott et deviennent la meilleure équipe de l'ouest du Canada en perdant uniquement une rencontre en 16 matchs. Ils jouent alors la finale de la Coupe Memorial 1945 contre les St. Michael's Majors de Toronto de l'Association de hockey de l'Ontario. La finale se joue au meilleur des sept matchs mais l'équipe de Toronto sort championne après cinq rencontres. Olmstead  participe à 17 des matchs de son équipe lors des phases de qualification puis de la finale de la Coupe et inscrit 18 buts au total,.
Alors qu'en 1944-1945, Olmstead n'inscrit que 3 points en 16 rencontres, il devient un joueur important de son équipe pour la saison suivante en inscrivant 24 buts et en comptant 19 passes décisives. Son équipe finit une nouvelle fois en tête de la ligue puis remporte les séries mais ne parviennent pas à la finale de la Coupe Memorial 1946. Après seulement deux saisons jouées en junior, Olmstead rejoint la ligue américaine de l'United States Hockey League et il s'aligne alors pour les Pla-Mors de Kansas City.
L'équipe des Pla-Mors est affiliée aux Black Hawks de Chicago de la Ligue nationale de hockey. À la fin de cette première saison, la nouvelle équipe du jeune Olmstead remporte les séries éliminatoires de l'USHL. Les Pla-Mors perdent lors de la saison suivante au premier tour des séries contre les Huskies de Houston, futurs champions.

### Les débuts dans la LNH
Olmstead commence la saison 1948-1949 dans l'USHL avec les Pla-Mors mais joue également avec les Black Hawks de Chicago pour 9 matchs de la saison de la LNH. Au cours de la saison régulière de l'USHL, Olmstead inscrit 77 points dont 33 buts en 52 rencontres ; il est le dixième buteur de la ligue, sixième passeur et septième pointeur. Son équipe perd cependant au premier tour des séries. Dans la LNH, il joue sur une ligne avec Bep Guidolin et Metro Prystai, un ancien de Moose Jaw. Olmstead réalise deux passes décisives en neuf matchs mais il impressionne suffisamment l'entraîneur de Chicago, Charlie Conacher, pour qu'il lui donne une place dans l'équipe pour la saison 1949-1950. Son équipe finit dernière de la saison régulière avec seulement 22 victoires en 70 rencontres. Olmstead inscrit 49 points pour les siens et ne manque pas un match de la saison.
Lors de la saison suivante, il commence la saison avec Chicago mais participe également à une douzaine de rencontres avec les Sea Gulls de Milwaukee dans l'USHL. Le 2 décembre 1950, il est échangé en compagnie de Vic Stasiuk aux Red Wings de Détroit contre Lee Fogolin et Steve Black. Cependant, Olmstead ne se rend pas à Détroit et finalement le 19 décembre, il est une nouvelle fois échangé contre Léo Gravelle des Canadiens de Montréal. Finalement, il ne joue que 39 rencontres lors de cette saison 1950-1951 avec les Canadiens mais avec 38 points, il est le troisième compteur de son équipe derrière Maurice Richard et Elmer Lach qui comptent respectivement 66 et 45 points. Troisièmes de la saison régulière, les Canadiens jouent les Séries éliminatoires de la Coupe Stanley en étant opposés au premier tour à Détroit, meilleure équipe de la saison régulière. Ils remportent le premier match sur le score de 3-2, le deuxième but de Montréal étant inscrit par Olmstead. Après une victoire de Montréal puis deux de Détroit au Forum de Montréal, les joueurs des Canadiens gagnent les deux rencontres suivantes pour accéder à la finale de la Coupe Stanley contre les Maple Leafs de Toronto. Après avoir perdu le premier match, les Canadiens s'imposent 3-2 mais il s'agit de la seule victoire de l'équipe de Montréal, les Maple Leafs gagnant la série 4-1. Les cinq rencontres de la finale se concluent avec plus de 60 minutes de jeu. 

### Suite de sa carrière
En 1953-1954, lors d'une victoire 12-1 contre Chicago le 9 janvier, Olmstead égale un record détenu jusque-là par Maurice Richard en comptant huit points, 4 buts et 4 passes. Il détient un autre record des Canadiens pour avoir récolté trois aides en seulement 44 secondes, soit à 0 min 42 s, 1 min 8 s et 1 min 26 s de la deuxième période, sur les trois buts de Jean Béliveau, dans une victoire à domicile des Canadiens 4-2 contre les Bruins de Boston, le 5 novembre 1955. Le dernier but de l'équipe est inscrit lors de la troisième période, toujours par Béliveau assisté de Olmstead. Le record n'est que pour les Canadiens puisque le 23 mars 1952, Bill Mosienko inscrit trois buts en 21 secondes, à chaque fois aidé par Gus Bodnar.
Il meurt le 16 novembre 2015 même si l'annonce de sa mort n'est rendu publique que le 18 novembre.

## Statistiques
| Saison     | Équipe                  | Ligue          |     | Saison régulière | Saison régulière | Saison régulière | Saison régulière | Saison régulière |    | Séries éliminatoires | Séries éliminatoires | Séries éliminatoires | Séries éliminatoires | Séries éliminatoires |
| Saison     | Équipe                  | Ligue          | PJ  | B                | A                | Pts              | Pun              | PJ               | B  | A                    | Pts                  | Pun                  |                      |                      |
| 1944-1945  | Canucks de Moose Jaw    | LHJS           | 16  | 0                | 3                | 3                | 8                | 4                | 2  | 0                    | 2                    | 8                    |                      |                      |
| 1945       | Canucks de Moose Jaw    | Coupe Memorial | -   | -                | -                | -                | -                | 17               | 10 | 8                    | 18                   | 18                   |                      |                      |
| 1945-1946  | Canucks de Moose Jaw    | LHJS           | 18  | 24               | 19               | 43               | 32               | 4                | 0  | 1                    | 1                    | 6                    |                      |                      |
| 1946       | Canucks de Moose Jaw    | Coupe Memorial | -   | -                | -                | -                | -                | 8                | 2  | 8                    | 10                   | 6                    |                      |                      |
| 1946-1947  | Pla-Mors de Kansas City | USHL           | 60  | 27               | 15               | 42               | 34               | 12               | 2  | 3                    | 5                    | 4                    |                      |                      |
| 1947-1948  | Pla-Mors de Kansas City | USHL           | 66  | 26               | 26               | 52               | 42               | 7                | 1  | 4                    | 5                    | 0                    |                      |                      |
| 1948-1949  | Black Hawks de Chicago  | LNH            | 9   | 0                | 2                | 2                | 4                | -                | -  | -                    | -                    | -                    |                      |                      |
| 1948-1949  | Pla-Mors de Kansas City | USHL           | 52  | 33               | 44               | 77               | 54               | 2                | 0  | 1                    | 1                    | 0                    |                      |                      |
| 1949-1950  | Black Hawks de Chicago  | LNH            | 70  | 20               | 29               | 49               | 40               | -                | -  | -                    | -                    | -                    |                      |                      |
| 1950-1951  | Black Hawks de Chicago  | LNH            | 15  | 2                | 1                | 3                | 0                | -                | -  | -                    | -                    | -                    |                      |                      |
| 1950-1951  | Sea Gulls de Milwaukee  | USHL           | 12  | 8                | 7                | 15               | 11               | -                | -  | -                    | -                    | -                    |                      |                      |
| 1950-1951  | Canadiens de Montréal   | LNH            | 39  | 16               | 22               | 38               | 50               | 11               | 2  | 4                    | 6                    | 9                    |                      |                      |
| 1951-1952  | Canadiens de Montréal   | LNH            | 69  | 7                | 28               | 35               | 49               | 11               | 0  | 1                    | 1                    | 4                    |                      |                      |
| 1952-1953  | Canadiens de Montréal   | LNH            | 69  | 17               | 28               | 45               | 83               | 12               | 2  | 2                    | 4                    | 4                    |                      |                      |
| 1953-1954  | Canadiens de Montréal   | LNH            | 70  | 15               | 37               | 52               | 85               | 11               | 0  | 1                    | 1                    | 19                   |                      |                      |
| 1955-1956  | Canadiens de Montréal   | LNH            | 70  | 10               | 48               | 58               | 103              | 12               | 0  | 4                    | 4                    | 21                   |                      |                      |
| 1955-1956  | Canadiens de Montréal   | LNH            | 70  | 14               | 56               | 70               | 94               | 10               | 4  | 10                   | 14                   | 8                    |                      |                      |
| 1956-1957  | Canadiens de Montréal   | LNH            | 64  | 15               | 33               | 48               | 74               | 10               | 0  | 9                    | 9                    | 13                   |                      |                      |
| 1957-1958  | Canadiens de Montréal   | LNH            | 57  | 9                | 28               | 37               | 71               | 9                | 0  | 3                    | 3                    | 0                    |                      |                      |
| 1958-1959  | Maple Leafs de Toronto  | LNH            | 70  | 10               | 31               | 41               | 74               | 12               | 4  | 2                    | 6                    | 13                   |                      |                      |
| 1959-1960  | Maple Leafs de Toronto  | LNH            | 53  | 15               | 21               | 36               | 63               | 10               | 3  | 4                    | 7                    | 0                    |                      |                      |
| 1960-1961  | Maple Leafs de Toronto  | LNH            | 67  | 18               | 34               | 52               | 84               | 3                | 1  | 2                    | 3                    | 10                   |                      |                      |
| 1961-1962  | Maple Leafs de Toronto  | LNH            | 56  | 13               | 23               | 36               | 10               | 4                | 0  | 1                    | 1                    | 0                    |                      |                      |
| Totaux LNH | Totaux LNH              | Totaux LNH     | 848 | 181              | 421              | 602              | 884              | 115              | 16 | 43                   | 59                   | 101                  |                      |                      |

## Trophées et honneurs personnels
- 1944-1945 :
  - champion de la saison puis des séries de la LHJS avec les Canucks de Moose Jaw
  - champion de la Coupe Abbott
- 1945-1946 : champion de la saison puis des séries de la LHJS avec les Canucks de Moose Jaw
- 1946-1947 : champion des séries de l'USHL avec les Pla-Mors de Kansas City
- 1952-1953 : 
  - deuxième équipe d'étoiles de la LNH
  - vainqueur de la Coupe Stanley avec les Canadiens de Montréal
- 1953-1954 : joue le match des étoiles de la LNH
- 1955-1956 :
  - deuxième équipe d'étoiles de la LNH
  - vainqueur de la Coupe Stanley avec les Canadiens de Montréal
- 1956-1957 :
  - joue le match des étoiles de la LNH
  - vainqueur de la Coupe Stanley avec les Canadiens de Montréal
- 1957-1958 : 
  - joue le match des étoiles de la LNH
  - vainqueur de la Coupe Stanley avec les Canadiens de Montréal
- 1958-1959 : joue le match des étoiles de la LNH
- 1959-1960 : joue le match des étoiles de la LNH
- 1961-1962 : vainqueur de la Coupe Stanley avec les Maple Leafs de Toronto